# Jošanica
Jošanica är ett samhälle i Bosnien och Hercegovina. Det ligger i entiteten Republika Srpska, i den sydöstra delen av landet, 50 km sydost om huvudstaden Sarajevo. Jošanica ligger 607 meter över havet och antalet invånare är 114.
Terrängen runt Jošanica är kuperad. Närmaste större samhälle är Goražde, 16,8 km nordost om Jošanica. 
Omgivningarna runt Jošanica är en mosaik av jordbruksmark och naturlig växtlighet. Runt Jošanica är det ganska tätbefolkat, med 70 invånare per kvadratkilometer.